# Olivier Thomert
Olivier Thomert, né le 28 mai 1980 à Versailles, est un footballeur français.

## Biographie
Pendant sa jeunesse, Olivier Thomert évolue dans de nombreux clubs de la région parisienne, sans passer par un centre de formation.
En 1998, tout juste majeur, postier le jour et footballeur le soir, Thomert se fait remarquer en CFA 2 avec Levallois. Il joue alors pour le plaisir, profitant des primes de match pour améliorer le quotidien de sa famille. Son entraîneur Jacques Loncar, qui a sorti Didier Drogba quelques mois plus tôt, suit la même logique en le signalant au club du Mans. C'est ainsi qu'en novembre 1999, Olivier débarque en pays sarthois avec un statut de stagiaire professionnel. Doublant son nombre de séance d'entraînement, il a du mal à s'y faire. Après une saison d'adaptation, il devient rapidement titulaire et dispute deux autres saisons sous les couleurs mancelles, en Ligue 2.
En 2002, le RC Lens s'attache ses services moyennant une indemnité de transfert de 1,83 million d'euros. Dans le Pas-de-Calais, Thomert découvre la Ligue 1 et la Ligue des champions. Il reste quatre saisons et demie à Lens.
En janvier 2007, le Stade rennais l'engage, Olivier Monterrubio faisant le chemin inverse. Ses débuts à Rennes sont plutôt difficiles, et Thomert ne s'impose réellement que lors des deux saisons suivantes, sous les ordres de Pierre Dréossi puis Guy Lacombe. Avec le Stade rennais, Thomert dispute la finale de la Coupe de France en 2009 face à Guingamp. Titularisé en pointe, il ne peut empêcher la défaite de son équipe (1 - 2).
Ce match sonne le glas de sa bonne période rennaise. Lourdement critiqué après la rencontre, il n'a pas les faveurs de Frédéric Antonetti, qui prend la suite de Lacombe au poste d'entraîneur. Relégué sur le banc, quand ce n'est pas avec la réserve, il est laissé libre et quitte le club le 1er février 2010, pour s'engager avec le club de ses débuts professionnels, Le Mans. Dans la Sarthe, Thomert passe six mois pénibles, ponctués par quatre petits matchs. De nouveau libre de tout contrat, il quitte la France et s'engage en Espagne avec Hércules Alicante, tout juste promu en Primera División.
En août 2012, sans contrat, il rejoint son ancien club du Mans.

## Statistiques
| Saison          | Club              | Pays    | Championnat | Championnat | Championnat | Championnat  | Championnat  | Coupe d'Europe | Coupe d'Europe | Coupe d'Europe |
| Saison          | Club              | Pays    | Division    | Matchs      | Buts        | Cartons      | Cartons      | Type           | Matchs         | Buts           |
| --------------- | ----------------- | ------- | ----------- | ----------- | ----------- | ------------ | ------------ | -------------- | -------------- | -------------- |
| Saison          | Club              | Pays    | Division    | Matchs      | Buts        | Carton jaune | Carton rouge | Type           | Matchs         | Buts           |
| 1999 - 2000     | Le Mans UC        | France  | Division 2  | 3           | 1           | ?            | ?            | -              | -              | -              |
| 2000 - 2001     | Le Mans UC        | France  | Division 2  | 16          | -           | ?            | ?            | -              | -              | -              |
| 2001 - 2002     | Le Mans UC        | France  | Division 2  | 24          | 5           | ?            | ?            | -              | -              | -              |
| 2002 - 2003     | RC Lens           | France  | Ligue 1     | 24          | -           | -            | -            | C1 et C3       | 4 et 2         | 1 et 0         |
| 2003 - 2004     | RC Lens           | France  | Ligue 1     | 36          | 5           | 6            | -            | C3             | 5              | 0              |
| 2004 - 2005     | RC Lens           | France  | Ligue 1     | 28          | 6           | 2            | -            | -              | -              | -              |
| 2005 - 2006     | RC Lens           | France  | Ligue 1     | 29          | 6           | 4            | -            | C3             | 7              | 1              |
| 2006 - 2007     | RC Lens           | France  | Ligue 1     | 12          | 2           | 2            | 0            | C3             | 3              | 0              |
| 2006 - 2007     | Stade rennais     | France  | Ligue 1     | 11          | 0           | -            | -            | -              | -              | -              |
| 2007 - 2008     | Stade rennais     | France  | Ligue 1     | 21          | 5           | 4            | -            | C3             | 4              | -              |
| 2008 - 2009     | Stade rennais     | France  | Ligue 1     | 23          | 4           | 3            | 0            | C3             | 5              | 0              |
| 2009 - Jan.2010 | Stade rennais     | France  | Ligue 1     | 2           | 0           | 0            | 0            | -              | -              | -              |
| Jan.2010 - 2010 | Le Mans UC        | France  | Ligue 1     | 4           | 0           | 0            | 0            | -              | -              | -              |
| 2010 - 2011     | Hércules Alicante | Espagne | Liga        | 18          | 1           | 0            | 0            | -              | -              | -              |
| 2012 - 2013     | Le Mans FC        | France  | Ligue 2     | 15          | 2           | 1            | 0            | -              | -              | -              |

## Palmarès
- Coupe Intertoto (1) :
  - Vainqueur : 2005

- Coupe de France (0) :
  - Finaliste : 2009